# Hauptkommissar Bergmann
Der Frankfurter Kriminalhauptkommissar Bergmann, gespielt von Heinz Treuke (in der ersten Folge) und Lutz Moik (in zwei weiteren Folgen), ist eine fiktive Person aus der ARD-Krimireihe Tatort. Er ist der einzige Hauptermittler der Tatort-Geschichte, der von verschiedenen Darstellern gespielt wurde. Der  Hessische Rundfunk  war federführender Sender.

## Hintergrund
Ermittlungs- und Drehorte waren Frankfurt und Umgebung.
Der erste Fall Zürcher Früchte, in dem Heinz Treuke als Bergmann zu sehen war, erreichte mit 24,91 Millionen Zuschauern bei der Erstausstrahlung die dritthöchste Zuschauerzahl aller bisher ausgestrahlten Tatortfolgen. Lutz Moik verkörperte den Kriminalhauptkommissar Bergmann in zwei weiteren Folgen.

## Figuren

### Bergmann
Kriminalhauptkommissar Bergmann, gespielt von Heinz Treuke (in der ersten Folge) und Lutz Moik (in zwei weiteren Folgen), ist ein ruhiger und zurückhaltender Polizeibeamter, der aber auch energisch sein kann. Er arbeitet recht bestimmt an seinen Fällen und bei seinen Ermittlungen.
Bergmann selbst bleibt lieber im Büro, für außerräumliche Angelegenheiten bemüht er seine Kollegen. Er ist sehr liniengetreu und im Straßenverkehr mit seinem Opel Rekord recht vorsichtig unterwegs. Er nimmt gelegentlich Schnupftabak, um seine tief greifenden Gedanken zu festigen. Ferner neigt er zur Ironie.

### Weitere Figuren
- Kriminalhauptmeister Robert Wegener, dargestellt von Rainer Hunold im 1. Fall Zürcher Früchte, im 3. Fall Blütenträume von Peter Buchholz
- Kriminalhauptmeister Knoof, dargestellt von Matthias Dittmer im 2. Fall Schattenboxen

## Folgen
| Fall | Folge | Titel           | Erstausstrahlung | Darsteller   |
| ---- | ----- | --------------- | ---------------- | ------------ |
| 1    | 85    | Zürcher Früchte | 12. Feb. 1978    | Heinz Treuke |
| 2    | 121   | Schattenboxen   | 08. Feb. 1981    | Lutz Moik    |
| 3    | 147   | Blütenträume    | 01. Mai 1983     | Lutz Moik    |